# Vapor d'en Formosa
El Vapor d'en Formosa va ser un dels primers vapors que hi va haver a Sabadell. Era una fàbrica que feia servir el vapor com a força motriu, construïda per Josep Formosa el 1839. Estava situat al cantó dels carrers de Manaut i el que seria l'actual carrer del Vapor. El 1839 va donar nom al carrer on estava situat.